# Mitaraju
De Mitaraju, ook geschreven als Mit'urahu en Mituraju, is een berg in Peru. De berg heeft een hoogte van 5.750 meter.
De Mitaraju is onderdeel van de Cordillera Huayhuash, dat weer deel uitmaakt van het Andesgebergte